# حريق لندن الكبير (رواية)
حريق لندن الكبير (بالإنجليزية: The Great Fire of London)‏ هي رواية للكاتب الإنجليزي بيتر أكرويد، نشرت عام 1982، لأول مرة عن دار نشر هاميش هاملتون.